# Halfdan Ragnarsson
Halfdan (zm. 877) – jeden z synów na pół mitycznego Ragnara Lodbroka, brat Ivara Bez Kości, wódz wojsk duńskich, które najechały i w latach 865-875 podporządkowały sobie tereny Wschodniej Anglii, Mercji i Northumbrii.
Według tradycji miał być synem na pół mitycznego Ragnara Lodbroka i Aslaug Sigurdsdottir. Wraz z bratem Ivarem Bez Kości wylądował na czele znacznych sił duńskich (micel here) we Wschodniej Anglii i w 865 uzależnił ten obszar od siebie, a następnie spędził okres zimowy w zbudowanym przez armię obozie warownym. Następnie na czele wojsk wyruszył (wraz z Ivarem) w kierunku Northumbrii, zdobył i złupił (w 866) jej stolicę York, a następnie w marcu 867 siły duńskie pod wodzą braci pokonały próbujące odbić miasto wojska władców Northumbrii – Ælli i Osberhta. Po ustanowieniu w Yorku marionetkowego króla Egberta, micel here zostało powiedzione przez braci do Mercji, zajmując tam pod koniec roku 867 Nottingham, w którym spędziło kolejną zimę. Po nieudanej próbie odbicia miasta przez połączone wojska Wesseksu i Mercji, Halfdan i Ivar zawarli pokój z królem tej ostatniej Burhredem i wycofali się na północ, do Yorku.
Kolejna kampania trwająca od jesieni 869 skierowana była ponownie przeciwko Mercji (wschodniej jej części) i Wschodniej Anglii. Po złupieniu tych terenów dowodzone przez braci micel here przezimowało w Thetford, a na początku następnego roku zwyciężyło w bitwie króla Wschodniej Anglii – Edmunda. Już sam (bez Ivara) Halfdan przewodził kolejnej kampanii, tym razem przeciwko Esseksowi, na przełomie lata i jesieni 870. Założywszy bazę w Reading, Duńczycy łupili w 871 Wessex - do starć z siłami tamtejszego króla Æthelreda doszło pod Reading, Ashdown, Basing i Marlborough, wreszcie pod Wilton – bitwie, w której siły Halfdana pokonały wojska następcy Aethelreda Alfreda. Opór, na jaki natknęły się siły Halfdana w Wesseksie, spowodował, że jeszcze w tym roku zawarto układ z tamtejszym władcą, a micel here przeniosło się do Londynu, w którym pozostało i w roku następnym. Po krótkotrwałym powrocie (wraz z wojskiem) w 873 do Yorku w celu zebrania trybutu Halfdan powiódł swoje siły do Lincolnshire i leża zimowe spędził w Torksey w Lindsey, który to obszar następnie złupił. Po przenosinach do Mercji (siły Halfdana przezimowały w Repton), Halfdan narzucił wiosną 874 temu królestwu posłusznego mu władcę – Ceolwulfa i wrócił do Northumbrii. Rok 875 Halfdan spędził na łupieżczych wyprawach (już tylko dowodząc częścią micel here) na wciąż niezależną Bernicję (północną część Northumbrii), atakując i łupiąc m.in. Carlisle, Hexham, klasztor Lindisfarne i tereny między Solway a Forth. 
Po rozpuszczeniu (jesienią 875) swoich sił Halfdan spędził pewien czas w Northumbrii (w 876 roku "zasiedlił" okolice Yorku swoimi ludźmi, jednakże został szybko przepędzony), po czym wyruszył na wyprawę do Irlandii. Zakończyła ją dopiero jego śmierć w bitwie nad Strangford Lough w 877 roku.

## W kulturze

### Gry wideo
- Seria Crusader Kings - jednym z grywalnych władców jest Halfdan 'Whiteshirt' Hvitserk, przedstawiony jako jarl Jórvíku[7].
- Assassin's Creed Valhalla - Halfdan pojawia się w tym tytule jako jedna z możliwych do spotkania postaci[8].

### Seriale
Jako, że inny syn Ragnara o imieniu Hvitserk, nigdy nie pojawia się w tym samym źródle co Halfdan, uważa się ich za tę samą postać. W serialu Wikingowie Hvitserka gra Marco Ilsø.